# Musée des jeux traditionnels
Le musée des jeux traditionnels est un musée situé à Loon-Plage au sein du Parc Galamé.

## Historique
C'est au sein d'une ancienne ferme, construite en 1769 et entièrement rénovée, que s'est implanté le musée des jeux traditionnels à Loon-Plage. La commune prend contact avec l’association Wellouëj afin de réaliser ce projet, et le musée ouvre ses portes le 13 juillet 2009.

## Salle d'exposition
Le musée réunit plus d'un millier de jeux anciens dans la salle d'exposition permanente, et retrace l'histoire des jeux traditionnels :
- Jeux "universels" : bilboquet, diabolo, toupie, jeux de billes...
- Casse-tête, jeux de patience...
- Jeux de comptoir : dés, fléchettes, totons, toupies hollandaises, jeux de puces...
- Jeux de plein air : jeux de flèches, jeux de boules, arbalètes, javelot, crosse, combat de coqs, boule flamande, bourle...
- Jeux de quilles : quilles des Ardennes, quilles de l'Avesnois, quilles de l'Artois, quilles du Hainaut...
- Jeux d'estaminets : billard Nicolas, billard japonais, jeu de la grenouille, jeux des marteaux...

Des expositions temporaires sont également proposées, comme une exposition de jeux en rapport avec le football lors de la coupe du monde de 2010, ou une exposition autour des jeux du monde.

## Salle de jeux

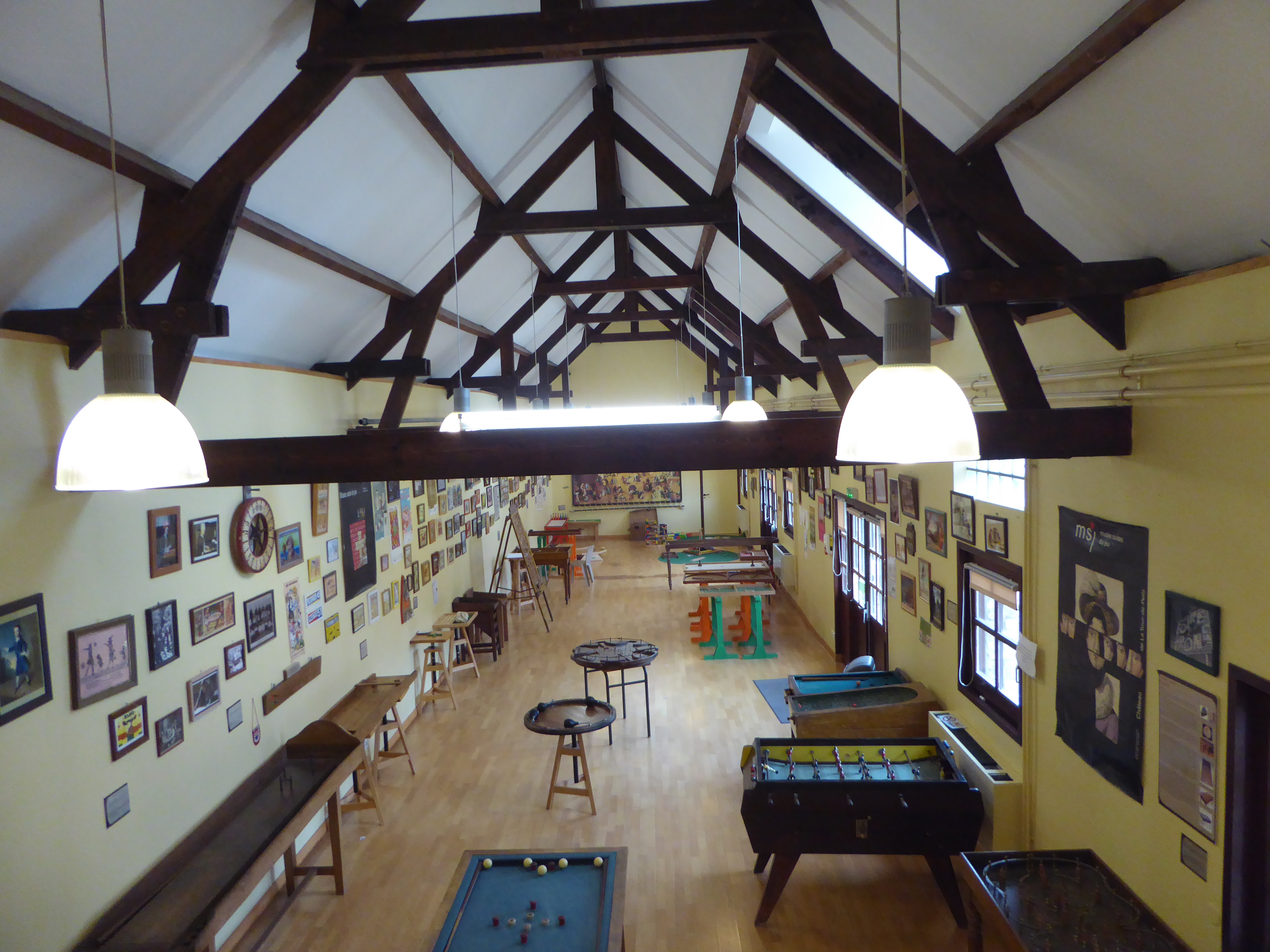
La Salle de jeux du musée des jeux traditionnels

Cette salle permet aux visiteurs de jouer à différents jeux anciens : billard japonais, jeu des marteaux, jeu de la grenouille, baby-foot, dominos géants...

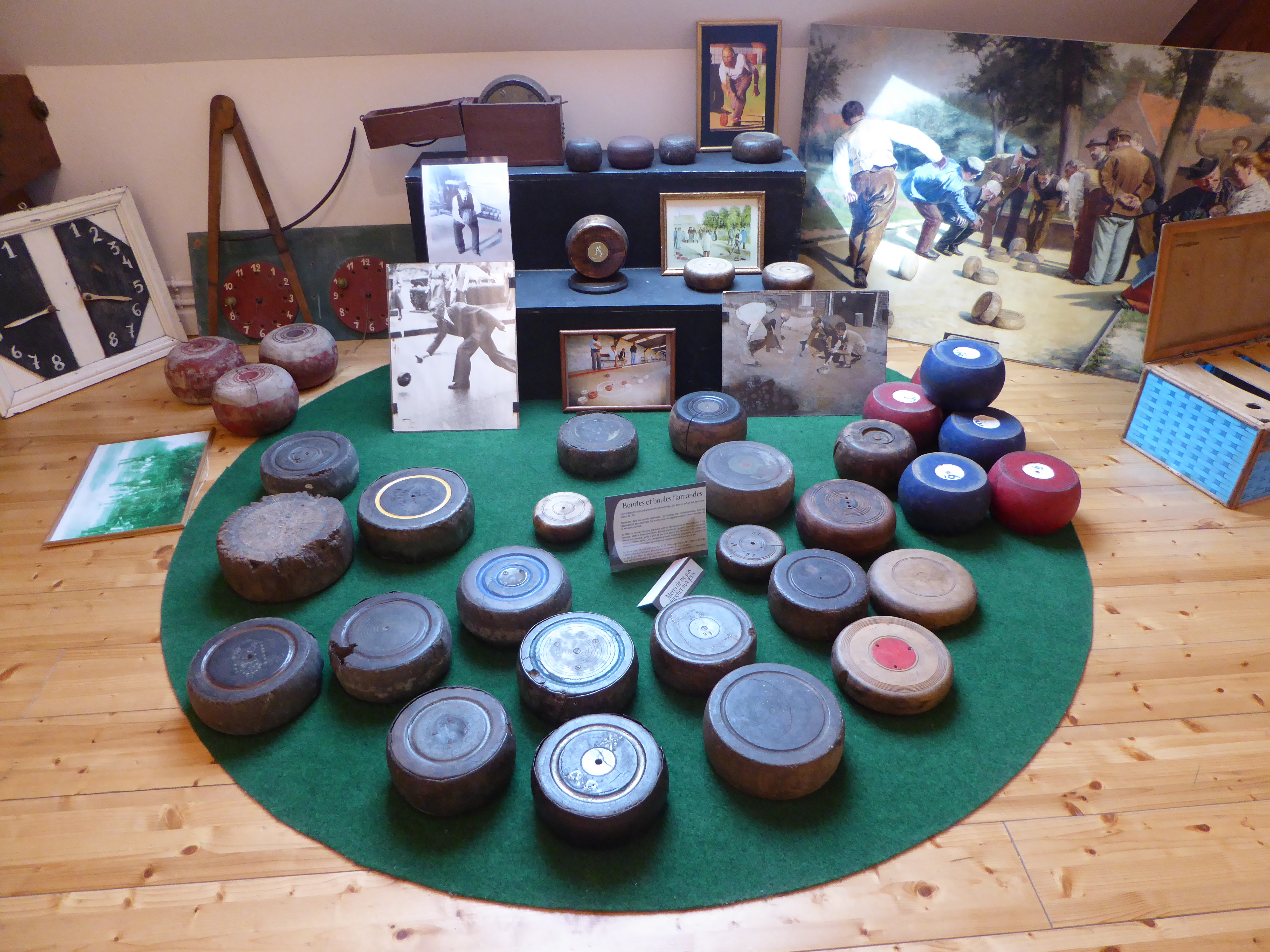
Bourle ou boule flamande
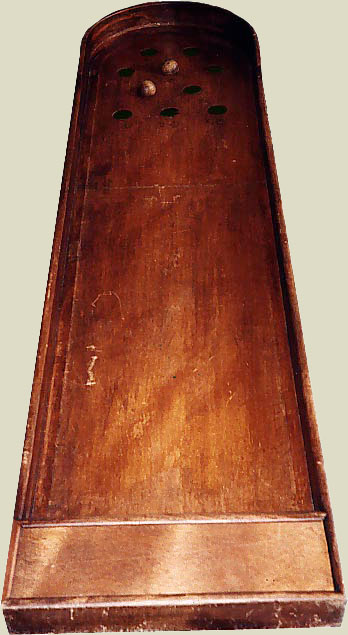
Billard japonais
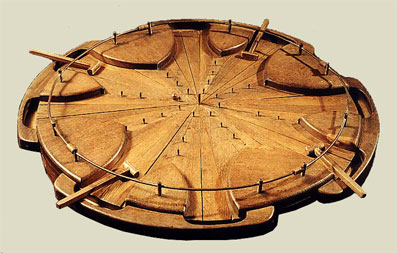
Jeu des marteaux
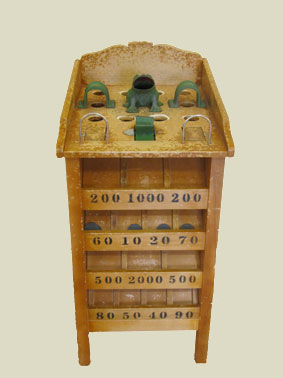
Jeu de la grenouille